# Lijst van rivieren in New York
Dit een lijst van rivieren in de staat New York.
- Allegheny
- Au Sable River
- Bronx Kill (straat)
- Bronx River
- Delaware River
- East River
- Harlem River
- Hudson River
- Kill Van Kull (straat)
- Mohawk River
- Niagara River
- Oriskany-kreek
- Saint Lawrence River
- Spuyten Duyvil Creek
- Susquehanna River

Alabama · Alaska · Arizona · Arkansas ·  Californië · Colorado · Connecticut · Delaware · Florida · Georgia · Hawaï · Idaho ·  Illinois · Indiana · Iowa · Kansas · Kentucky · Louisiana · Maine · Maryland · Massachusetts · Michigan · Minnesota · Mississippi · Missouri · Montana · Nebraska · Nevada · New Hampshire · New Jersey · New Mexico · New York ·  North Carolina · North Dakota · Ohio · Oklahoma · Oregon · Pennsylvania · Rhode Island · South Carolina · South Dakota · Tennessee · Texas · Utah · Vermont · Virginia · Washington (staat) · Washington D.C. · West Virginia · Wisconsin · Wyoming